# Куліш Дмитро Олександрович
Дмитро́ Олекса́ндрович Кулі́ш (15 червня 1977) — старшина резерву Збройних сил України, снайпер батальйону «Донбас» (позивний «сімьорка») Національної гвардії України.

## З життєпису
У серпні 2014 при виході з Іловайського котла потрапив у полон. 3 червня 2015 року «Фонду оборони країни» і групі «Патріот» за підтримки Центра сприяння звільненню заручників при СБУ вдалося обміняти Дмитра Куліша на Віктора Коробова, сина керівника т. зв. «Народної міліції» ДНР.

## Нагороди
За особисту мужність і героїзм, виявлені у захисті державного суверенітету та територіальної цілісності України, вірність військовій присязі під час російсько-української війни
- нагороджений орденом «За мужність» III ступеня (25.3.2015).